# Hervormde kerk (Domburg)
De Hervormde kerk is een kerkgebouw te Domburg in de Nederlandse provincie Zeeland, gelegen aan Markt 8.

## Geschiedenis
De toren werd gebouwd einde 14e eeuw. Ook het schip werd toen gebouwd, terwijl de noorderzijbeuk in de 15e eeuw tot stand kwam. Het kerkschip brandde af in 1848, en van 1849-1855 werd de kerk herbouwd, waarbij delen van de oude kerkmuren werden gebruikt. Een 15e-eeuws korfboogpoortje bleef behouden.
In 1956 werd de toren gerestaureerd, de kerk volgde in 1963.

## Gebouw
Het betreft een eenbeukig schip met recht afgesloten koor. De toren heeft vier geledingen en wordt bekroond door een achtkante ingesnoerde naaldspits. Ook heeft ze een overwelfde benedenruimte.
In het gebouw bevinden zich psalmborden van het einde der 18e eeuw. De preekstoel is 19e-eeuws. Het interieur wordt overwelfd door een vlak plafond en trekbalken.